# سارا دواچی
سارا دواچی (انگلیسی: Sarah Davachi؛ زادهٔ ۱۹۷۸) موسیقی‌دان، آهنگساز و نوازنده کانادایی سبک الکتروآکوستیک است.

## زندگی‌نامه
سارا دواچی در سال ۱۹۷۸ در کلگری کانادا به دنیا آمد. پدر و مادرش اهل ایران بودند که در سال ۱۹۷۲ ابتدا به بریتانیا و در نهایت به کانادا مهاجرت کرده بودند.
او فارغ‌التحصیل دانشگاه کلگری در رشته فلسفه است و دارای مدرک کارشناسی‌ارشد در رشته موسیقی الکترونیک و ضبط رسانه از کالج میلز در اوکلند کالیفرنیا است. او از سال ۲۰۱۷ برای تحصیل در مقطع دکترا در دانشگاه کالیفرنیا در لس‌آنجلس اقامت دارد.